# Reistas

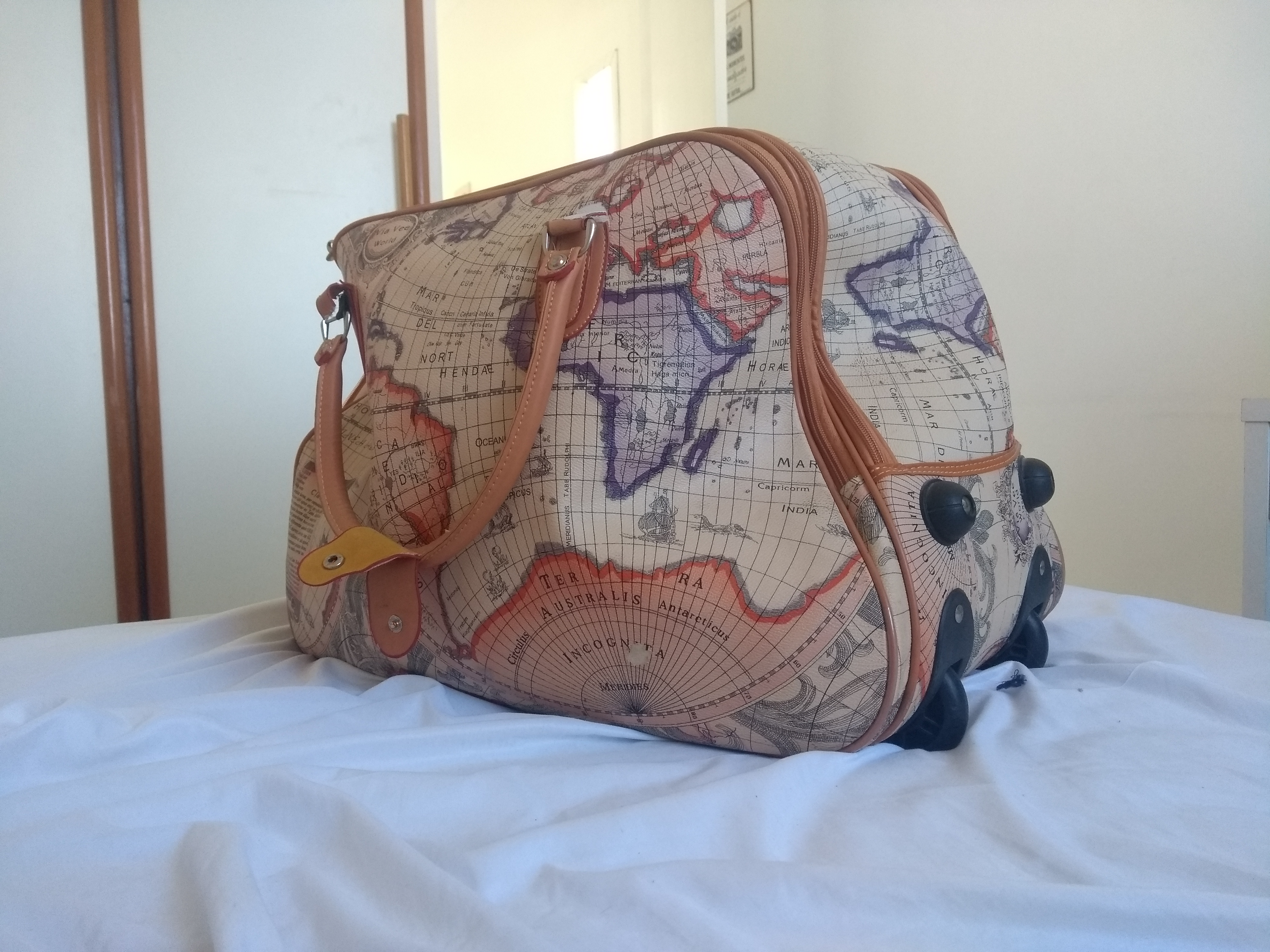
Een reistas met ingebouwde wieltjes.

Een reistas is een type tas die met de hand wordt gedragen en is ontworpen om de kleding van de reiziger en andere persoonlijke artikelen in te vervoeren.
Reistassen worden veelal gemaakt van zachte materialen zoals polyester of nylon waardoor ze, in tegenstelling tot een koffer, gemakkelijk te vervoeren zijn.
Enkele bekende merken van reistassen zijn Samsonite, Thule en Eastpak.